# Universitat de Chicago
La Universitat de Chicago és una universitat privada de recerca a Chicago, Illinois, Estats Units. La universitat té el seu campus principal al barri de Hyde Park de Chicago.
La Universitat de Chicago està formada per una universitat de pregrau i cinc divisions de recerca de postgrau, que contenen tots els programes de postgrau i comitès interdisciplinaris de la universitat. Compta amb vuit escoles professionals: la Facultat de Dret; la Booth School of Business; l'Escola de Medicina Pritzker; l' Escola de Treball Social, Política i Pràctica de la Família de la Corona; la Harris School of Public Policy; l'Escola de la Divinitat; la Graham School of Continuing Liberal and Professional Studies; i l'Escola d'Enginyeria Molecular Pritzker. La universitat té campus i centres addicionals a Londres, París, Pequín, Delhi i Hong Kong, així com al centre de Chicago.
Els estudiosos de la Universitat de Chicago han tingut un paper important en el desenvolupament de moltes disciplines acadèmiques, com ara l'economia, el dret, la crítica literària, les matemàtiques, la física, la religió, la sociologia i les ciències polítiques, establint les escoles de Chicago en diversos camps. El Laboratori Metal·lúrgic de Chicago va produir la primera reacció nuclear autosostenible feta per l'home del món al Chicago Pile-1 sota el Camp de Stagg de la universitat. Els avenços de la química van portar a la "revolució del radiocarboni" en la datació del carboni 14 de la vida i els objectes antics. Els esforços de recerca de la universitat inclouen l'administració del Fermi National Accelerator Laboratory i del National Argonne National Laboratory, així com el Marine Biological Laboratory. La universitat és també la seu de la University of Chicago Press, la revista universitària més gran dels Estats Units.
Els estudiants, el professorat i el personal de la Universitat de Chicago sumen 97 premis Nobel. Els membres del professorat i els antics alumnes de la universitat també inclouen 10 medallistes Fields, 4 guanyadors del premi Turing, 52 beques MacArthur, 26 beques Marshall, 53 beques Rhodes, 27 guanyadors del premi Pulitzer, 20 medalles nacionals d'humanitats, 29 graduats multimilionaris vius, i vuit medalles olímpiques. En l'Rànquing de Xangai de 2021 estava classificada com la 10a del mon,

## Campus
El campus principal de la Universitat de Chicago consta de 87,8 hectàrees als barris de Chicago de Hyde Park i Woodlawn, aproximadament 13 km al sud del centre de Chicago. Les parts nord i sud del campus estan separades pel Midway Plaisance, un gran parc lineal creat per a l'Exposició Mundial de Columbia de 1893. El 2011, Travel+Leisure va classificar la universitat com un dels campus universitaris més bonics dels Estats Units.
Els primers edificis del campus, que conformen el qual ara es coneix com a Main Quadrangles, formaven part d'un pla director ideat per dos administradors de la Universitat de Chicago i traçat per l'arquitecte de Chicago Henry Ives Cobb. L'espai principal consisteixen en sis quadrangles, cadascun envoltat d'edificis, vorejant un quadrangle més gran. Els edificis principals van ser dissenyats per Cobb, Shepley, Rutan i Coolidge, Holabird & Roche i altres despatxos d'arquitectura en una barreja dels estils gòtic victorià i gòtic col·legiat, modelats a la Universitat d'Oxford. (La Mitchell Tower, per exemple, està inspirada en la Magdalen Tower d'Oxford, i la universitat Commons, Hutchinson Hall, replica el Christ Church Hall) En la celebració del Bicentenari d'Illinois 2018, el campus de la Universitat de Chicago va ser seleccionat com un dels 200 Great Places d'Illinois per l'American Institute of Architects Illinois (AIA Illinois).
A partir de la dècada de 1940, l'estil gòtic del campus va començar a donar pas als estils moderns. El 1955, Eero Saarinen va ser contractat per desenvolupar un segon pla director, que va portar a la construcció d'edificis tant al nord com al sud de Midway, inclòs el Laird Bell Law (un complex dissenyat per Saarinen); una sèrie d'edificis d'art; un edifici dissenyat per Ludwig Mies van der Rohe per a l'Escola d'Administració de Serveis Socials de la universitat, un edifici que esdevindrà la llar de la Harris School of Public Policy d'Edward Durrell Stone, i la Regenstein Library, l'edifici més gran del campus, una estructura brutalista dissenyada per Walter Netsch de la firma de Chicago Skidmore, Owings & Merrill. Un altre pla director, dissenyat el 1999 i actualitzat el 2004, va produir el Gerald Ratner Athletics Center (2003), el Max Palevsky Residential Commons (2001), South Campus Residence Hall and dining commons (2009), un nou hospital infantil i altres construccions, ampliacions i restauracions. El 2011, la universitat va completar la Biblioteca Joe i Rika Mansueto en forma de cúpula de vidre.
L'anomenat Chicago Pile-1 és un espai preservat com a monument històric nacional i marcat per l'escultura de Henry Moore anomenada Nuclear Energy. La Robie House, un edifici de Frank Lloyd Wright adquirit per la universitat el 1963, és un espai considerat patrimoni de la Humanitat per la UNESCO i preservat també com edifici d'interès nacional, com també l'habitació 405 del laboratori de George Herbert Jones, on Glenn T. Seaborg i el seu equip van ser els primers en aïllar plutoni. Hitchcock Hall, amb habitacions per universitaris, també forma part dels edificis d'interès nacional.
La universitat manté altres instal·lacions a part del seu campus principal. La Booth School of Business de la universitat manté campus a Hong Kong, Londres i el barri del centre de Streeterville de Chicago. El Centre de París, té un campus situat a la riba esquerra del Sena a París, que acull diversos programes d'estudis de grau i postgrau. A la tardor de 2010, la universitat va obrir un centre a Pequín, prop del campus de la Universitat Renmin al districte de Haidian. Les incorporacions més recents són un centre a Nova Delhi, Índia, que es va obrir el 2014, i un centre a Hong Kong que es va obrir el 2018.